# Affectio maritalis
Affectio maritalis és una locució llatina que al·ludeix a la voluntat d'afecte, socors i auxili mutu entre els dos cònjuges durant el matrimoni. En dret, també s'al·ludeix a l'affectio maritalis per justificar que no hi ha obligació de testificar contra el cònjuge o com atenuant o eximent d'encobriment. En alguns ordenaments jurídics, la desaparició d'aquest vincle emocional pot esgrimir-se com motiu de divorci. En la legislació espanyola no cal invocar cap motiu.